# 南美短面熊属
南美短面熊屬，又稱南美熊屬，是已滅絕的南美洲熊科眼镜熊亚科，為中美洲及南美洲的特有種。牠們的祖先在更新世晚期時，透過上新世晚期形成的巴拿馬地峽自北美洲遷徙至南美洲（稱為「南北美洲生物大遷徙」），多半棲息於開放草地或混合林地。南美短面熊屬包含了一個生存年代較早、體型較大的物種－窄齒南美熊，以及數個其他生存年代較晚、體型較小的物種（約與現存熊科物種體型相當）。牠們的親緣關係比起北美洲的短面熊更接近於同樣生存於南美洲的眼鏡熊，這意味著南美短面熊與短面熊的巨大體型為趨同演化，可能是為了能夠在爭奪獵物屍體時贏過其他肉食性動物。

## 詞源學
南美短面熊屬的屬名來自希臘語，arktos 意為“熊”，-therium 意為野獸，即“熊一樣的野獸”。
南美熊屬下有一種體型極大的窄齒南美熊（A. angustidens），其種名意為“狹窄的牙”，有時也被直接簡稱為細齒巨熊。

## 演化歷程

### 眼鏡熊亞科
南美短面熊屬屬於眼鏡熊亞科，該亞科亦包含了生存於北美的短面熊屬及眼鏡熊屬。眼鏡熊亞科演化自牠們生存於亥姆菲爾階中期（約一千萬年前的晚中新世）北美洲的共同祖先上熊屬；上熊屬的化石紀錄最後約於早布蘭卡階（上新世晚期，約330萬年前）消失。而在中新世晚期至上新世贊克爾期（約500萬年前），眼鏡熊亞科與其他熊科演化支輻射分化出了許多新物種，肇因於當時世界環境的劇變。中新世末時，全球氣溫下降，逐漸發展出明顯的四季，許多森林逐漸被較為低矮的草所取代，這樣的環境改變也導致了歐亞大陸上60–70%的動物屬、北美洲70–80%的動物屬走向絕種。 
近年來的基因研究顯示短面熊與其他眼鏡熊亞科演化支約為480萬年前分支，而南美短面熊屬則與眼鏡熊屬約是於410萬年前分支。有趣的是，三個屬最古老的化石紀錄均發現於地層年代布蘭卡階的北美洲。其中最古老的南美短面熊屬化石紀錄為發現於薩爾瓦多的庫斯卡特蘭組的一顆牙齒，地層年代屬上新世晚期（258.8萬年前）。

### 南美洲
目前已知屬於南美短面熊屬最古老的化石為出土於阿根廷布宜諾斯艾利斯窄齒南美熊的遺骸。更早期的南美短面熊屬演化歷史則仍然未知，包括牠們是如何或何時演化成如此巨大的體型。窄齒南美熊約生存於100萬至70萬年前的更新世早至中期。
窄齒南美熊約於更新世晚期（約70萬年前）開始時滅絕，由體型中等的南美短面熊屬物種取而代之。在這之後記錄到的物種為古老南美熊（千葉期）、體型較為壯碩的博奈爾南美熊（千葉期至晚更新期）及塔里哈南美熊（千葉期至格陵蘭期）。體型最小但分布最廣泛的溫氏南美熊目前化石紀錄年代雖只有晚更新期至格陵蘭期，但這是由於牠們傾向分布於熱帶地區，而熱帶地區的遺骸一般較難形成化石，從而缺乏紀錄。另外於一些研究中，特徵較為原始的古老南美熊與溫氏南美熊被認為牠們最早出現的年代甚至可能早於窄齒南美熊，而博奈爾南美熊與塔里哈南美熊則被認為是最晚出現的南美短面熊屬物種。但即使古老南美熊與溫氏南美熊在南美短面熊屬中被認為較為原始，牠們卻是生存年代與分布範圍最為廣泛的兩個物種，所發現的化石紀錄也最為豐富。此外有學者提出於更新世晚期可能還存在一種生存於安地斯山脈地區的南美短面熊物種，但目前在該地區發現的化石仍多半認為是屬於眼鏡熊。
有趣的是，隨著時間演進，越晚期的南美短面熊屬物種有體型越小的趨勢，而生存於北美洲的短面熊屬則有體型逐漸增大的趨勢。

#### 支序圖
底下支序圖為南美短面熊屬中各物種之間的演化關係：

|  | \| \| 博奈爾南美熊 A. bonariense \| \| \| \| \| \| 塔里哈南美熊 A. tarijense \| \| \| \| |
|  |                                                                                          |
|  | 窄齒南美熊 A. angustidens                                                                |
|  |                                                                                          |
|  | 博奈爾南美熊 A. bonariense                                                               |
|  |                                                                                          |
|  | 塔里哈南美熊 A. tarijense                                                                |
|  |                                                                                          |

|  | 博奈爾南美熊 A. bonariense |
|  |                            |
|  | 塔里哈南美熊 A. tarijense  |
|  |                            |

|  | 古老南美熊 A. vetustum' |
|  |                         |
|  | 溫氏南美熊 A. wingei    |
|  |                         |

|  | \| \| 博奈爾南美熊 A. bonariense \| \| \| \| \| \| 塔里哈南美熊 A. tarijense \| \| \| \| |
|  |                                                                                          |
|  | 窄齒南美熊 A. angustidens                                                                |
|  |                                                                                          |
|  | 博奈爾南美熊 A. bonariense                                                               |
|  |                                                                                          |
|  | 塔里哈南美熊 A. tarijense                                                                |
|  |                                                                                          |

|  | 博奈爾南美熊 A. bonariense |
|  |                            |
|  | 塔里哈南美熊 A. tarijense  |
|  |                            |

|  | 古老南美熊 A. vetustum' |
|  |                         |
|  | 溫氏南美熊 A. wingei    |
|  |                         |

|  | \| \| 博奈爾南美熊 A. bonariense \| \| \| \| \| \| 塔里哈南美熊 A. tarijense \| \| \| \| |
|  |                                                                                          |
|  | 窄齒南美熊 A. angustidens                                                                |
|  |                                                                                          |
|  | 博奈爾南美熊 A. bonariense                                                               |
|  |                                                                                          |
|  | 塔里哈南美熊 A. tarijense                                                                |
|  |                                                                                          |

|  | 博奈爾南美熊 A. bonariense |
|  |                            |
|  | 塔里哈南美熊 A. tarijense  |
|  |                            |

|  | 古老南美熊 A. vetustum' |
|  |                         |
|  | 溫氏南美熊 A. wingei    |
|  |                         |

|  | \| \| 博奈爾南美熊 A. bonariense \| \| \| \| \| \| 塔里哈南美熊 A. tarijense \| \| \| \| |
|  |                                                                                          |
|  | 窄齒南美熊 A. angustidens                                                                |
|  |                                                                                          |
|  | 博奈爾南美熊 A. bonariense                                                               |
|  |                                                                                          |
|  | 塔里哈南美熊 A. tarijense                                                                |
|  |                                                                                          |

|  | 博奈爾南美熊 A. bonariense |
|  |                            |
|  | 塔里哈南美熊 A. tarijense  |
|  |                            |

|  | 古老南美熊 A. vetustum' |
|  |                         |
|  | 溫氏南美熊 A. wingei    |
|  |                         |

|  | \| \| 博奈爾南美熊 A. bonariense \| \| \| \| \| \| 塔里哈南美熊 A. tarijense \| \| \| \| |
|  |                                                                                          |
|  | 窄齒南美熊 A. angustidens                                                                |
|  |                                                                                          |
|  | 博奈爾南美熊 A. bonariense                                                               |
|  |                                                                                          |
|  | 塔里哈南美熊 A. tarijense                                                                |
|  |                                                                                          |

|  | 博奈爾南美熊 A. bonariense |
|  |                            |
|  | 塔里哈南美熊 A. tarijense  |
|  |                            |

|  | 古老南美熊 A. vetustum' |
|  |                         |
|  | 溫氏南美熊 A. wingei    |
|  |                         |

|  | \| \| 博奈爾南美熊 A. bonariense \| \| \| \| \| \| 塔里哈南美熊 A. tarijense \| \| \| \| |
|  |                                                                                          |
|  | 窄齒南美熊 A. angustidens                                                                |
|  |                                                                                          |
|  | 博奈爾南美熊 A. bonariense                                                               |
|  |                                                                                          |
|  | 塔里哈南美熊 A. tarijense                                                                |
|  |                                                                                          |

|  | 博奈爾南美熊 A. bonariense |
|  |                            |
|  | 塔里哈南美熊 A. tarijense  |
|  |                            |

|  | 古老南美熊 A. vetustum' |
|  |                         |
|  | 溫氏南美熊 A. wingei    |
|  |                         |

|  | \| \| 博奈爾南美熊 A. bonariense \| \| \| \| \| \| 塔里哈南美熊 A. tarijense \| \| \| \| |
|  |                                                                                          |
|  | 窄齒南美熊 A. angustidens                                                                |
|  |                                                                                          |
|  | 博奈爾南美熊 A. bonariense                                                               |
|  |                                                                                          |
|  | 塔里哈南美熊 A. tarijense                                                                |
|  |                                                                                          |

|  | 博奈爾南美熊 A. bonariense |
|  |                            |
|  | 塔里哈南美熊 A. tarijense  |
|  |                            |

|  | 古老南美熊 A. vetustum' |
|  |                         |
|  | 溫氏南美熊 A. wingei    |
|  |                         |

|  | \| \| 博奈爾南美熊 A. bonariense \| \| \| \| \| \| 塔里哈南美熊 A. tarijense \| \| \| \| |
|  |                                                                                          |
|  | 窄齒南美熊 A. angustidens                                                                |
|  |                                                                                          |
|  | 博奈爾南美熊 A. bonariense                                                               |
|  |                                                                                          |
|  | 塔里哈南美熊 A. tarijense                                                                |
|  |                                                                                          |

|  | 博奈爾南美熊 A. bonariense |
|  |                            |
|  | 塔里哈南美熊 A. tarijense  |
|  |                            |

|  | 古老南美熊 A. vetustum' |
|  |                         |
|  | 溫氏南美熊 A. wingei    |
|  |                         |

## 描述

### 分類學

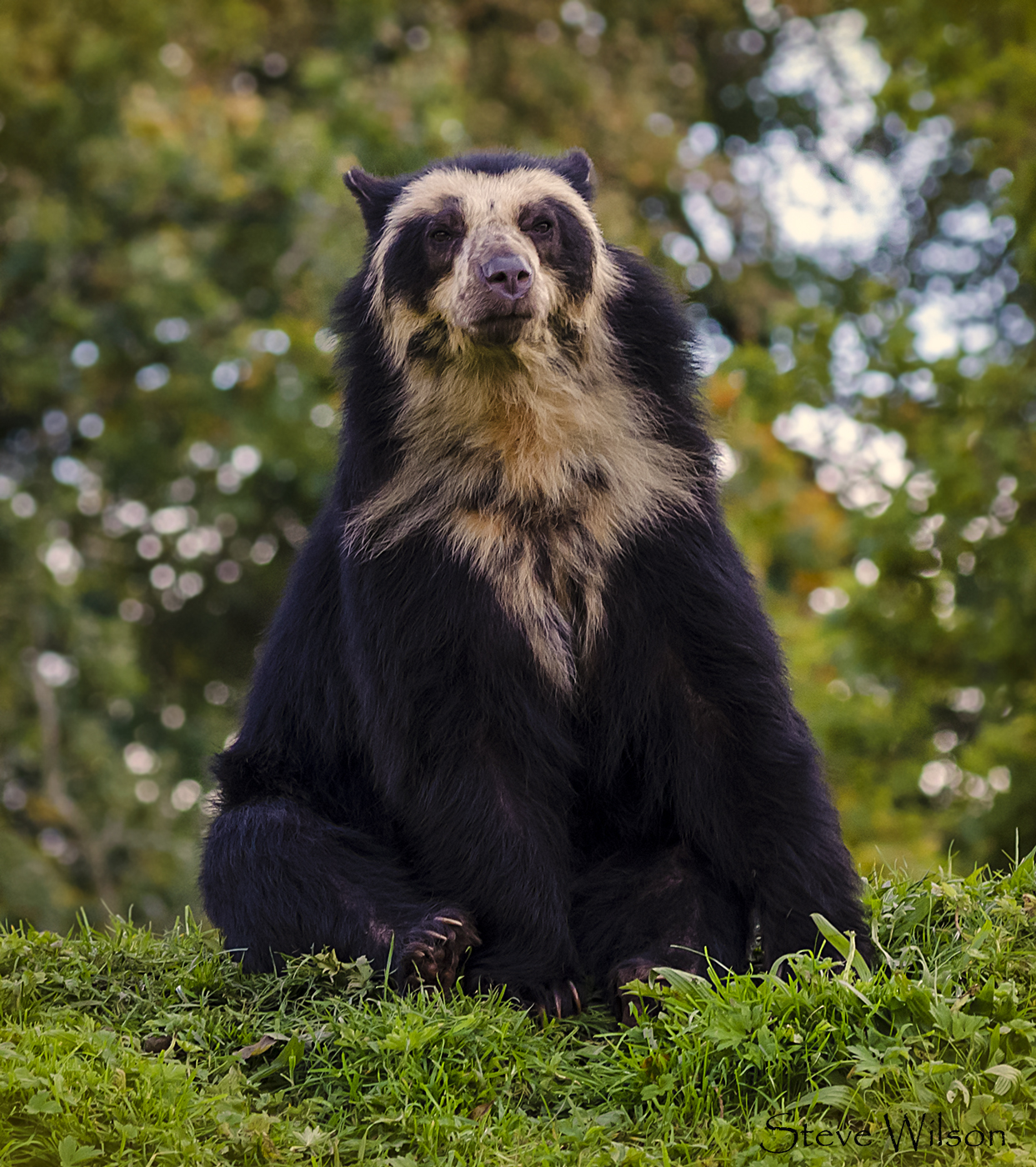
眼鏡熊亞科現存唯一的物種眼鏡熊，佔據了與溫氏南美熊相同的生態位。

南美短面熊屬由赫曼·伯邁斯特於1879年命名。眼鏡熊亞科的物種具有看起來較其他熊亞科物種較短的口鼻部，因此又被稱為是「短面熊」。然而實際上是因為眼鏡熊亞科的物種具有位在顱骨較後方的顎部與較短的鼻骨，包括南美短面熊在內整體來說牠們的面部並沒有較熊亞科物種來得短。儘管體型的大小有助於區分，但只有頭骨和牙齒的特徵才能確切用於區分物種。南美短面熊屬各物種上犬齒的差異不大，主要是大小的不同，其中溫氏南美熊具有其中最小的上犬齒。溫氏南美熊的下犬齒有兩個釉嵴，與狹齒南美熊和塔里哈南美熊相同，而在古老南美熊和博奈爾南美熊上則具有三個嵴。在古老南美熊上，遠心嵴與近心嵴都偏小，而狹齒南美熊和塔里哈南美熊的兩個嵴則較大。
儘管短面熊、博奈爾南美熊和溫氏南美熊的肘關節形狀暗示了牠們可能保留了半樹棲的生活形式，但肘關節的大小卻不支持這樣的說法。由於這些物種肘關節的內側髁特別擴大，這讓短面熊和南美短面熊的前肢保留更高的靈活度，類似於現存的大貓熊。儘管隨著食性轉移至食腐而趨同演化出更巨大的體型，高度靈活的前肢對這些物種的生存仍然可能是有利的，因此該特徵得於保留，即使巨大的體型已無法再爬上樹。

### 體型
由於眼鏡熊亞科現存唯一的物種眼鏡熊具有明顯的兩性異形（成年雄性的體型多半可較成年雌性大上30%–50%）；依據親緣包圍法，以及南美短面熊屬物種得以於資源豐富度不同環境及生態位的適應能力，得以推測為何牠們物種及個體間的體型具有這麼大的差異性。
有許多方法被提出用以估算南美短面熊屬物種的體重，其中一項於2006年所出版的研究計算了兩個物種的體重：博奈爾南美熊的體重約為106至122（234至269磅）、塔里哈南美熊的體重則約為102至189（225至417磅）。
根據另一項2009年所出版的研究，南美短面熊屬物種的體重如下：溫氏南美熊約為51至150（112至331磅）、古老南美熊約為102至300（225至661磅）、塔里哈南美熊約為135至400（298至882磅）、博奈爾南美熊約為171至500（377至1,102磅）、窄齒南美熊約為412至1,200（908至2,646磅）。另一項研究指出編號MACN 971的塔里哈南美熊個體體重為231（509磅）、發現於巴西輻合帶的溫氏南美熊個體體重約為83（183磅）。
2011年從布宜諾斯艾利斯出土的窄齒南美熊肱骨化石推算，該個體的體重約在983至2,042（2,167至4,502磅）之間，然而這樣的推算被認為不太可能，因此最後保守的估計體重為 1,588至1,749（3,501至3,856磅）。另外該個體站立時的高度預估約為3.4、4.3米（11、14英尺），這讓牠成為目前已知體型最大的熊，也是體型最大的陸域食肉目哺乳動物。

## 分布與棲息地
幾乎所有的南美短面熊屬物種都分布於南美洲的南錐體地區，尤其在阿根廷，其中於布宜諾斯艾利斯省擁有最豐富的化石紀錄。少數的例外則包括在巴西發現了可能屬於古老南美熊的化石、在薩爾瓦多有一顆布蘭卡期的南美短面熊非確認物種牙齒，以及幾乎只生活在南美洲北部地區的溫氏南美熊。
到了晚更新世時期，塔里哈南美熊幾乎佔據了安第斯山脈以東的屬開闊及半乾旱的潘帕斯和巴塔哥尼亞地區、阿根廷、智利、玻利維亞南部和烏拉圭。而博奈爾南美熊則可能在晚更新世時期與塔里哈南美熊同時存在於烏拉圭。
另一方面，溫氏南美熊分布於南美洲更北部的混合/森林和熱帶地區，從巴西的疏林草原一直延伸到玻利維亞、委內瑞拉，並且一路延伸至北美洲（貝里斯和墨西哥的猶加敦半島）。

## 古生物學

### 上新世晚期與更新世早期
目前已知最古老的南美短面熊屬樣本是在薩爾瓦多庫斯卡特蘭組發現的一顆乳牙（右上第一前臼齒），該地區同時也發現了部分的恐犬頭骨，地層年代屬於上新世晚期（258.8萬年前）。這顆牙齒的古老特徵和大小被認為最接近於窄齒南美熊，但由於除此樣本外目前所發現的其他乳齒化石紀錄僅有另一例（屬於塔里哈南美熊），可供比對的樣本數不足，因此只能將其該枚於上新世時期發現的乳牙化石認定屬於南美短面熊屬的未命名種。
一直到100萬年前，才正式有南美短面熊屬的化石紀錄，以阿根廷布宜諾斯艾利斯省的窄齒南美熊為代表物種。窄齒南美熊是早更新世時期唯一已知的南美短面熊屬物種。
最早記錄到的南美短面熊屬化石與其他數種食肉目一同於南美洲發現，包括刃齒虎、似劍齒虎、美洲獅、美洲豹、體重介於25至35（55至77磅）的大型犬科物種，以及幾種小型（小於15公斤）的鼬科、犬科、貓科和臭鼬科物種。
從北美洲入侵至南美洲的食肉目物種，包括短面熊和刃齒虎，可能很快就佔據了先前南美洲頂級掠食者的生態位，取代了原先生存於南美洲的掠食者如袋犬目與恐鶴科，兩者在食肉目掠食者入侵至南美洲後數量即大幅減少。

#### 窄齒南美熊
在恩塞納丹階，唯有刃齒虎可以和窄齒南美熊的體型相媲美，其他較小型的掠食者如獸鼬犬、内氏犬、原犬、美洲豹和美洲獅也是早更新世阿根廷的掠食者群落中的一部分。科學家相信，在這個動物群周轉事件中，以食腐為主的浣熊科恰帕熊的滅絕可能是導致窄齒南美熊巨型化的關鍵因素之一。透過碳同位素分析，窄齒南美熊的食性被推測為雜食性，且以肉類為主。除了以大型植食動物的屍體為食之外，從窄齒南美熊的牙齒磨損程度與標本中大量斷裂牙齒的頻率（尤其是年齡較大的個體）顯示，牠們同時也會主動去捕獵大型植食動物，包括馬、貘、駱駝、馬科、雕齒獸、地懶、箭齒獸和南方乳齒象等。在已知的南美短面熊屬牙齒化石中，只有一個博奈爾南美熊的牙齒化石具有與窄齒南美熊相同的牙齒裂痕，然而所有南美短面熊屬的中臼齒咬合表面普遍均存在有一定程度的嚴重磨損。此外，在一個體型巨大的窄齒南美熊化石上發現的病理學分析顯示，該個體身上曾帶有許多嚴重的傷口，即使曾有感染，但經過長時間後已經癒合，顯示窄齒南美熊是一種時常會與同類或其他動物競爭的物種。
在一個古洞穴中曾發現了三隻窄齒南美熊個體（學者認為牠們是一頭母熊與她兩隻年幼的幼崽），這表明窄齒南美熊可能可能以家族為單位行群體生活。塔里哈南美熊和溫氏南美熊也被認為會居住在古洞穴中。與眼鏡熊生存的熱帶和溫帶棲息地不同，更新世阿根廷具有十分明顯的季節性氣候，而有時氣候會顯得惡劣，這讓冬眠成為南美短面熊有效的生存策略，就像現存的熊亞科的熊一樣。有學者認為，窄齒南美熊屬會占領被異關節總目物種挖掘出的洞穴，包括磨齒獸科的舌懶獸、股骨懶以及潘帕獸科的潘帕獸。由於在南北美洲生物大遷徙之前存在較少的古洞穴，科學家認為，自北美洲遷徙而來的食肉目掠食者（尤其是窄齒南美熊）所帶來的捕食壓力，迫使這些異關節總目物種去挖掘洞穴來躲避天敵。

### 更新世中期之後

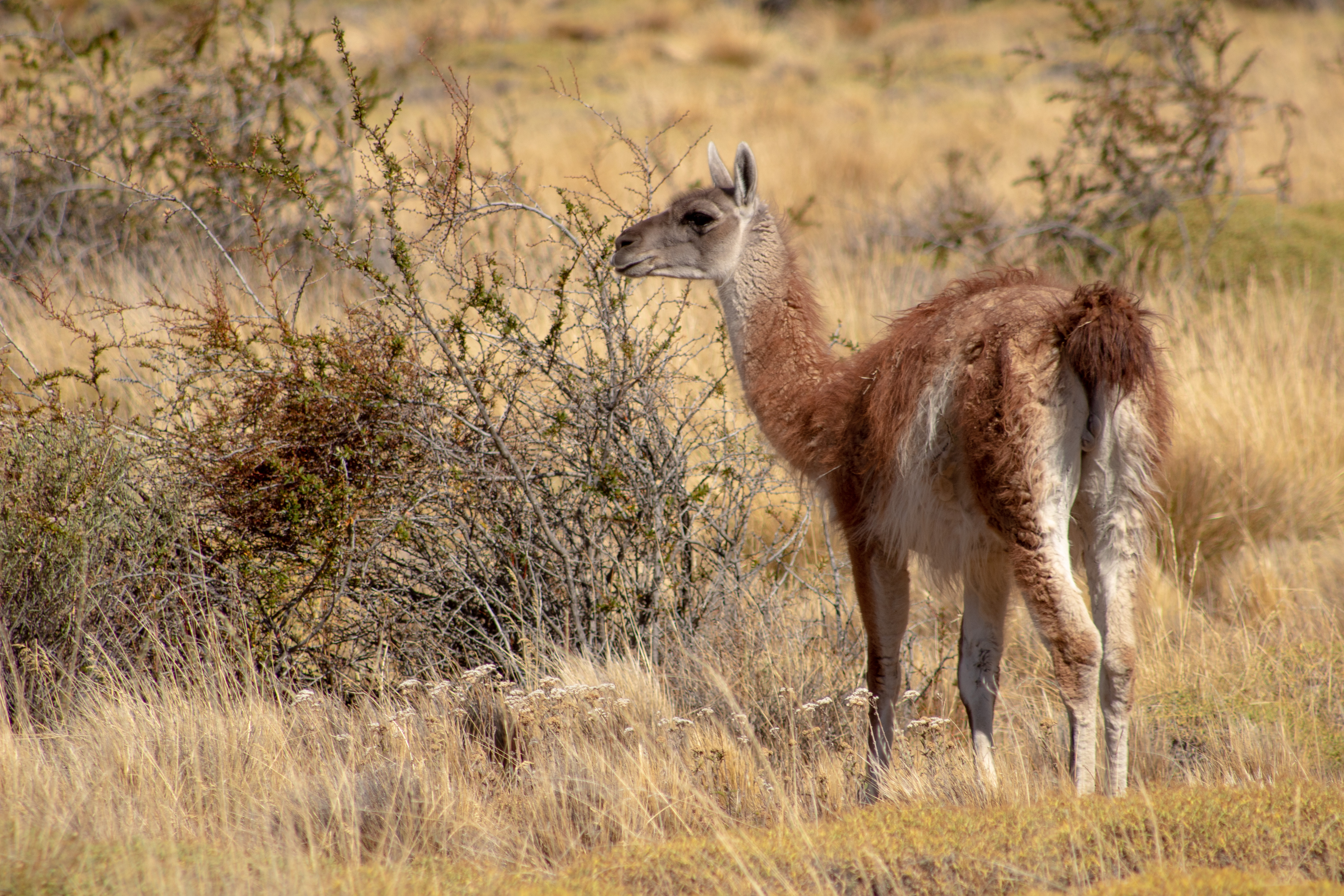
生活在半乾旱平原上的駱駝科物種，例如圖中的原駝，可能為南美短面熊屬的獵物之一。

隨著更新世中期的南美洲逐漸建立起穩定的食物網，南美短面熊屬的食性開始恢復到更經典的熊科食性。在窄齒南美熊滅絕後，南美短面熊的食性呈現出兩種分歧。博奈爾南美熊與塔里哈南美熊的食性偏向多樣化的雜食性，而古老南美熊與溫氏南美熊則主要以植物為食。然而，由於古老南美熊和溫氏南美熊是南美短面熊屬中最古老的物種，牠們的出現必定早於更新氏早期恩塞納丹階出現的窄齒南美熊。
此外，溫氏南美熊也並非一直都以植食為主，當環境資源不穩定時牠們也會轉以肉食為主。例如，在盧哈尼安階南美洲所發現的草食動物，例如舌懶獸與馬，化石上，發現有許多咬痕，推測是由於南美短面熊的食腐行為所致。

#### 博奈爾南美熊與塔里哈南美熊
博奈爾南美熊和塔里哈南美熊的多半以重量約100公斤的獵物為食。在晚更新世的阿根廷，塔里哈南美熊與刃齒虎、更新世南美洲豹、美洲獅、偽狐、食蟹狐、獾臭鼬、負鼠和祖南美胡狼競爭，除了食用腐肉、植物、小型獵物外南美短面熊偶爾也會狩獵駱駝科物種與馬。儘管隨著棲息地區往南，南美短面熊越傾向以肉類為食，但碳同位素分析顯示塔里哈南美熊的獵物重量上限為300公斤，這使得體型更為巨大的（亞成年和幼年）哺乳動物，如嵌齒象、地懶和箭齒獸，僅會被刃齒虎或更新世南美洲豹狩獵。在盧哈尼安階，除博奈爾南美熊外，其他掠食者還包括了刃齒虎、內氏犬、鬃狼以及人類。然而，來自智利南部Baño Nuevo-1洞穴的一顆不完整的南美短面熊屬（可能屬於塔里哈南美熊）牙齒化石有殘留蛀蝕的痕跡，推測可能是由於食用高碳水化合物豐富的食物所導致，如水果或蜂蜜。2015年，針對該牙齒進一步的微觀分析顯示該牙齒上可能還有來自於食用高纖維的植物及骨頭所導致的磨損，屬常見雜食性動物牙齒磨損的特徵。

#### 古老南美熊與溫氏南美熊

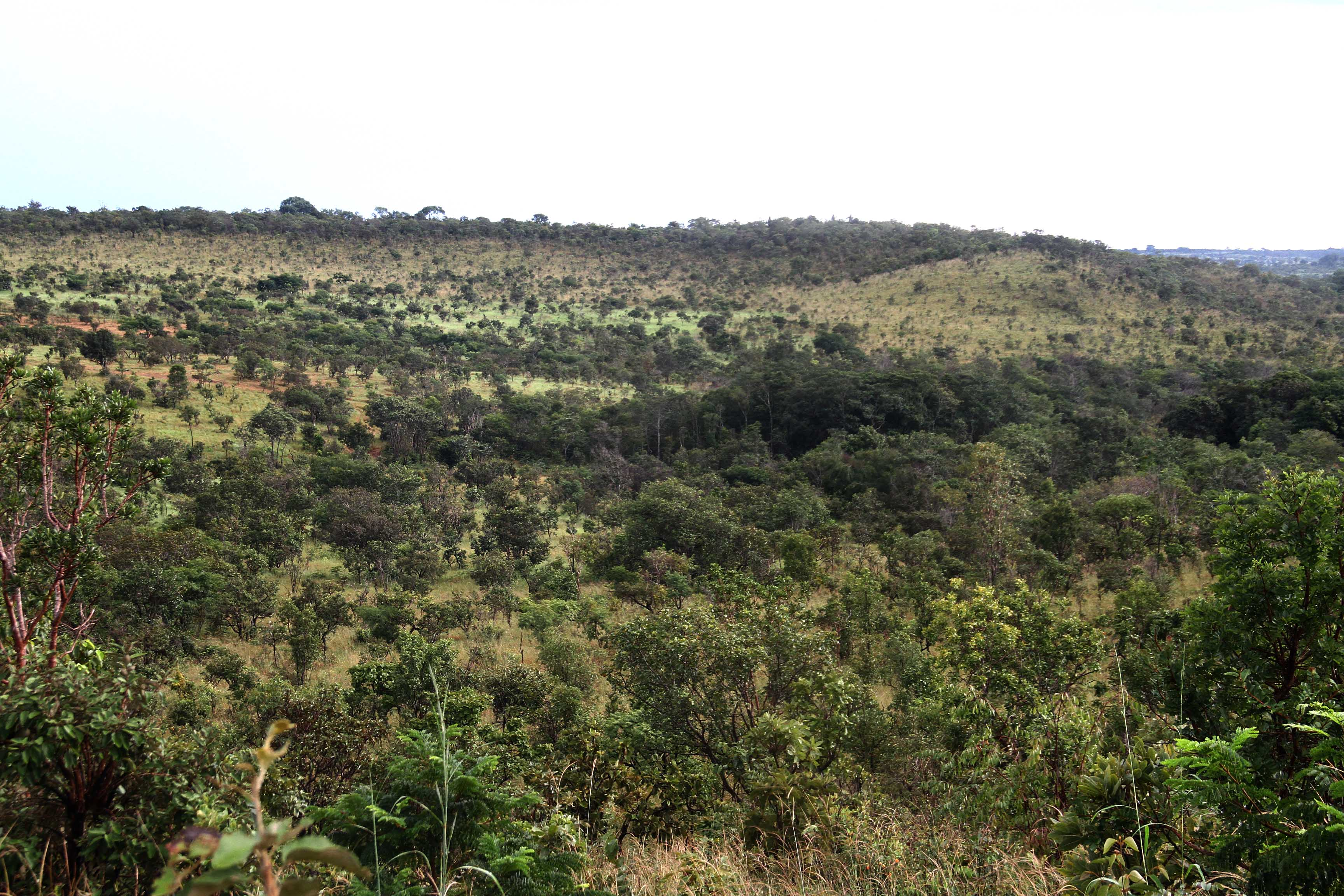
熱帶稀樹草原與森林，一如現今的塞拉多，為更新世時期南美洲主要分布的生態系（現今則被亞馬遜盆地取代），並延伸至中美洲；這也是溫氏南美熊偏好的棲息地。

根據溫氏南美熊的多個牙齒以及碳同位素研究結果顯示，至少在巴西輻合帶內，溫氏南美熊呈現了高度的植食性，主要以C3類植物為食，尤其是水果與葉片。但這並不排除牠們會獵食肉類的可能性，同一項研究也指出，由碳同位素峰值表明溫氏南美熊可能會狩獵懶獸（可能為年幼個體或是取食屍體），以及同類相食。同樣的同類相食行為在現今的美洲黑熊和北極熊上也能觀察到。根據2021年的一項研究，溫氏南美熊的獵物最大可能不會超過自身體重（約83公斤）。
在巴西熱帶輻合帶的稀樹草原森林中，溫氏南美熊、美洲獅和美洲豹為當地的次要掠食者，而毁灭刃齒虎則是當地的主導掠食者，不過牠們仍會避免在更開闊的草原上與原犬競爭。由於溫氏南美熊體型較小且更偏向草食性，牠們可能還與當地其他較小型的食肉目物種競爭，這包括了細腰貓、偽狐、鬃狼、食蟹狐、獸鼬犬、藪犬、南美浣熊、浣熊、狐鼬、墨西哥獾臭鼬、巢鼬與虎貓。此外，溫氏南美熊也與棲息於南美洲西北部的恐狼和致命刃齒虎，以及生存於中美洲的美洲獅、灰狼和郊狼共存。另外，在更新世晚期猶加敦半島也發現了溫氏南美熊與原犬屬（先前被認為只分布於南美洲）的化石，這暗示了在南北美洲生物大遷徙事件中，動物物種的交流比原先所預想的還頻繁複雜。

### 古生態學
現存的眼鏡熊雖然主要以植食性為主，但牠們也可以是活躍的掠食者。眼鏡熊會突襲並試圖騎上獵物，透過體重來壓倒牠，並利用長爪跟口發動攻擊。此外，眼鏡熊也會將獵物趕向較崎嶇的地形、山坡或懸崖附近，促使獵物失足摔死。 殺死獵物後，眼鏡熊會將牠拖至樹上的巢穴或密林之後才開始享用。科學家認為作為眼鏡熊近親的南美短面熊也會採類似的狩獵策略。但有一點不同的是，南美短面熊被認為不具有樹棲運動的能力。

## 滅絕
南美短面熊屬的最後已知化石紀錄包括在烏拉圭薩爾托省地層年代約36,900或14,485年前的博奈爾南美熊化石、地層年代10,345年前智利巴塔哥尼亞的塔里哈南美熊化石、地層年代12,850年前墨西哥猶加敦半島白洞系統中的溫氏南美熊化石。而在地層年代9,000年前的委內瑞拉拉韋拉德科羅也有發現疑似屬於溫氏南美熊的化石。有趣的是，在墨西哥猶加敦半島黑洞系統中，科學家同時發現了溫氏南美熊與人類的化石遺骸。
眼鏡熊屬一直到全新世時期才出現在南美洲的化石紀錄中，這代表了現存的眼鏡熊可能是於北美洲演化出來後才重新遷移至南美洲的，時間可能是在溫氏南美熊瀕臨滅絕的時候。隨著眼鏡熊逐漸向南遷徙至進入南美洲，牠們也有可能會與殘餘的南美短面熊物種發生雜交。